# Mercury-Redstone 1

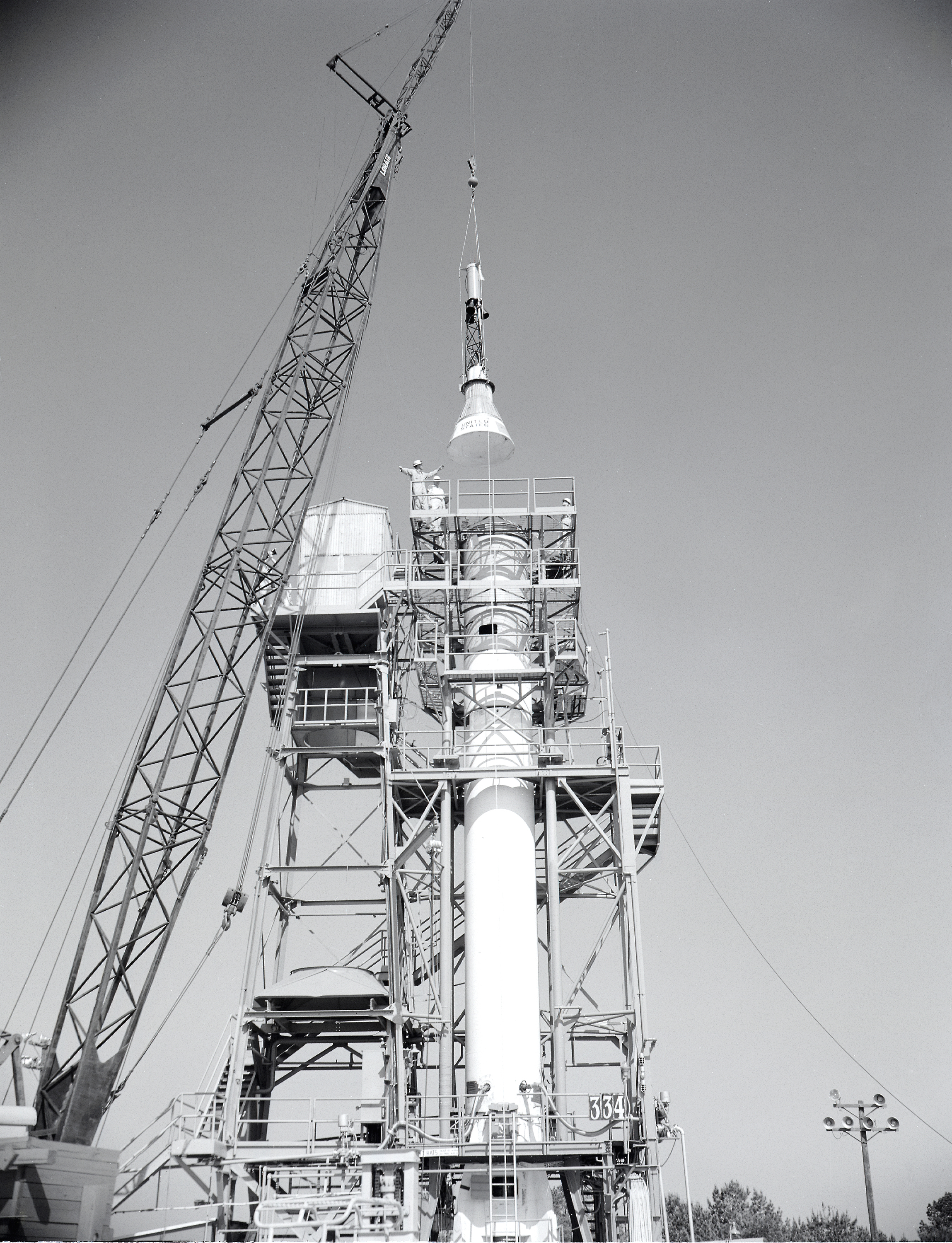
Endmontage der Mercury-Redstone 1

Mit Mercury-Redstone 1 (MR-1) sollte am 21. November 1960 der erste Testflug im Rahmen des Mercury-Programms mit einer komplett montierten Redstone-Rakete und einem Mercury-Raumschiff stattfinden.

## Startversuch
Die Rakete stand vollständig montiert auf der Startrampe und der Countdown verlief normal bis zum Start der Haupttriebwerke. Das Triebwerk zündete, es fiel aber sofort wieder aus, weil sich ein Kabel nicht korrekt von der Rakete getrennt hatte. Die Rakete hatte sich dabei etwa 10 cm vom Boden erhoben und fiel wieder in das Haltegerüst zurück. Dabei startete dann der Rettungsturm, nur weil das jetzt der nächste Schritt in dem geplanten Programmablauf des Fluges war. Drei Sekunden danach flog oben aus der Mercury-Landekapsel zuerst der kleinere Auslösefallschirm und dann der Hauptfallschirm heraus, die dann an der Rakete herunterhingen.

## Analysen

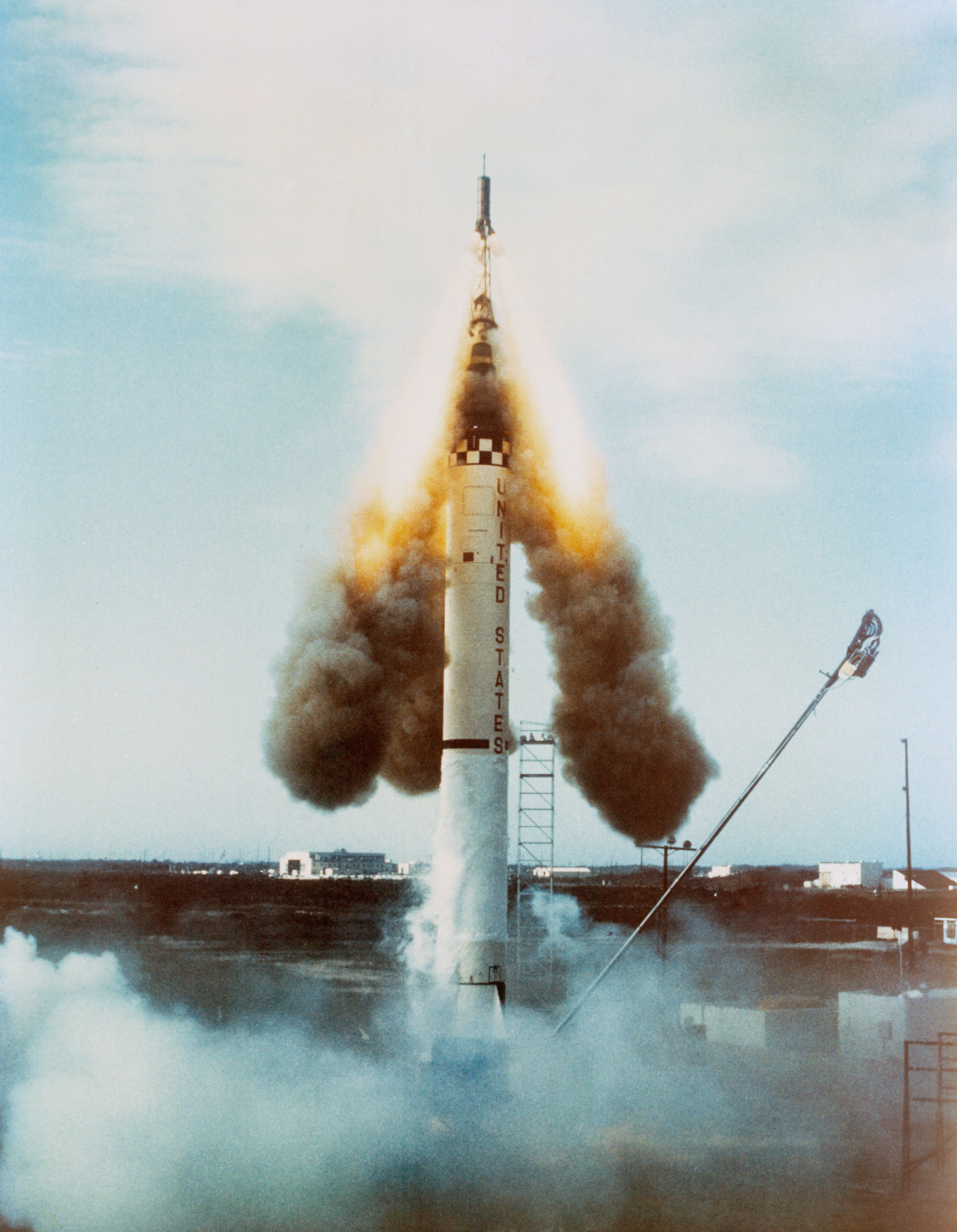
Ungeplanter Start des Rettungssystems der Mercury-Redstone 1

Untersuchungen ergaben, dass die Abschaltung des Redstone-Triebwerks durch zwei elektrische Kabel verursacht wurde, die sich in der falschen Reihenfolge trennten. Beide Kabel waren an der Unterkante einer der Heckflossen der Rakete eingesteckt und sollten sich beim Start trennen. Das Steuerkabel sollte sich zuerst trennen, dann das Stromkabel mit der Erdung. Bei diesem Start war das Steuerkabel jedoch länger als erwartet – es handelte sich um ein Kabel, das für die militärische PGM-11 Redstone und nicht für die Mercury-Redstone vorgesehen war. Dieses Steuerkabel war festgeklemmt worden, um seine größere Länge zu kompensieren. Als die Rakete abhob, funktionierte die Klemmung nicht wie geplant, und das Steuerkabel löste sich etwa 29 Millisekunden nach dem Stromkabel.
"Alles was wir taten, war den Rettungsturm zu starten." sagte später ein NASA-Offizieller höchst enttäuscht.
Trotz dieses Fehlschlages erwies sich das Rettungssystem als erfolgreich und damit konnten aus dieser Panne auch noch wertvolle Ergebnisse gewonnen werden.
Die Ersatzmission, Mercury-Redstone 1A (MR-1A), verlief unter Verwendung der gleichen Raumkapsel (s/n 2) dagegen am 19. Dezember 1960 problemlos. Das Raumschiff erreichte eine Höhe von etwa 210 km und wurde nach erfolgter Landung 15 Minuten später von einem Hubschrauber aus dem Atlantik geborgen.